# Machimus rusticus
Machimus rusticus là một loài ruồi trong họ Asilidae. Machimus rusticus được Meigen miêu tả năm 1820.

## Hình ảnh

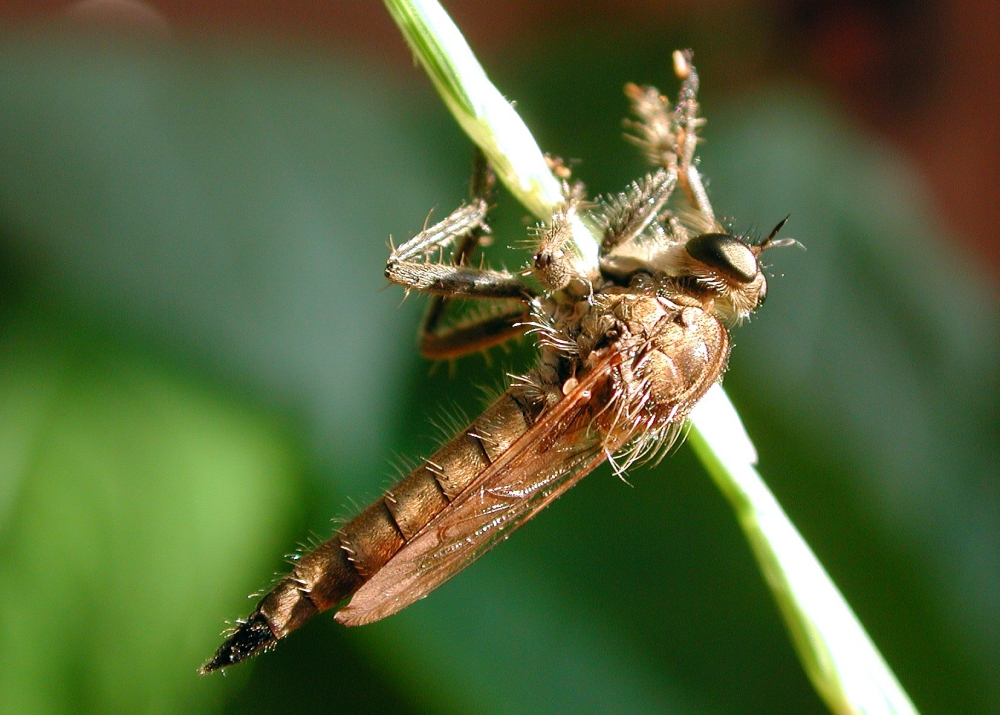
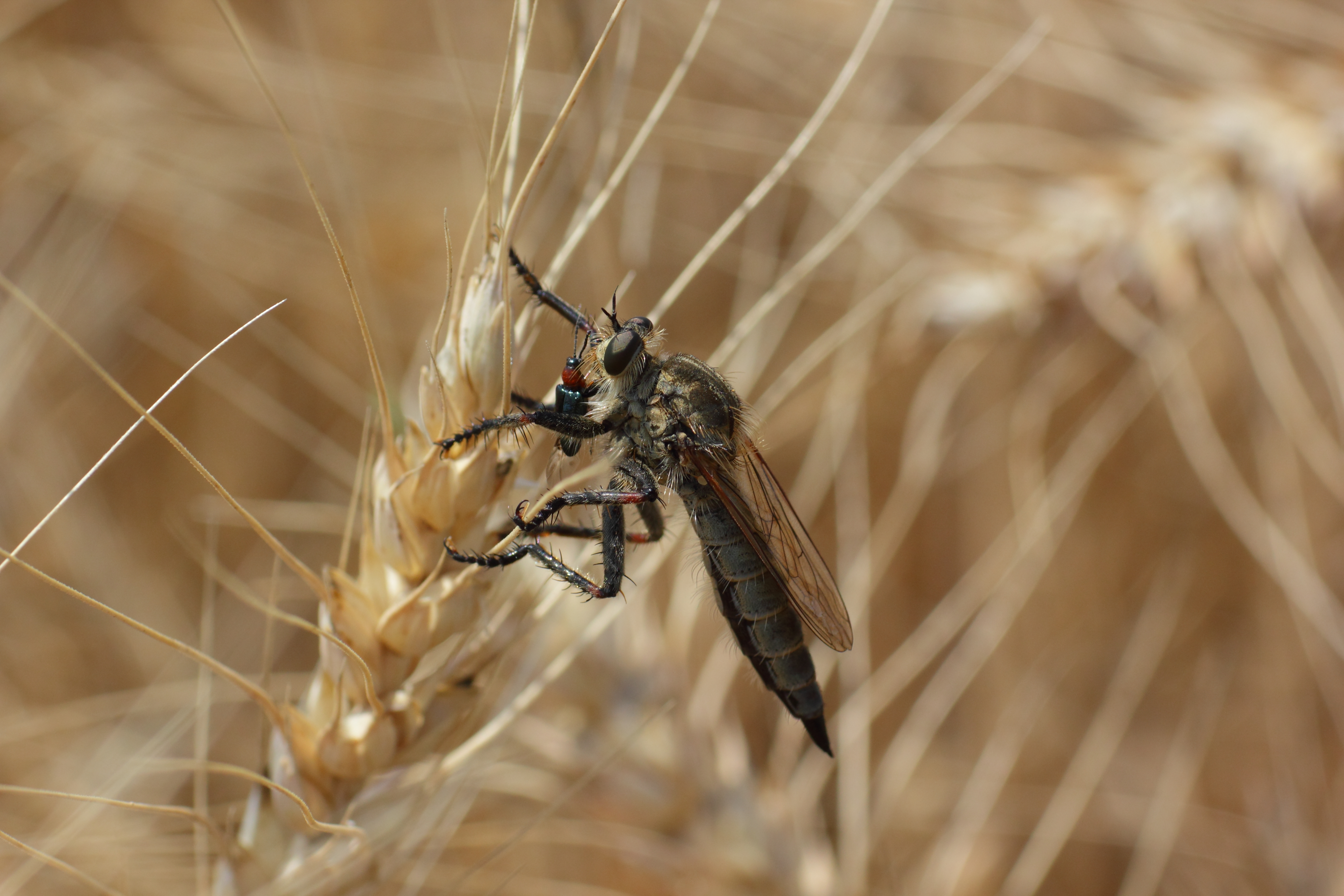
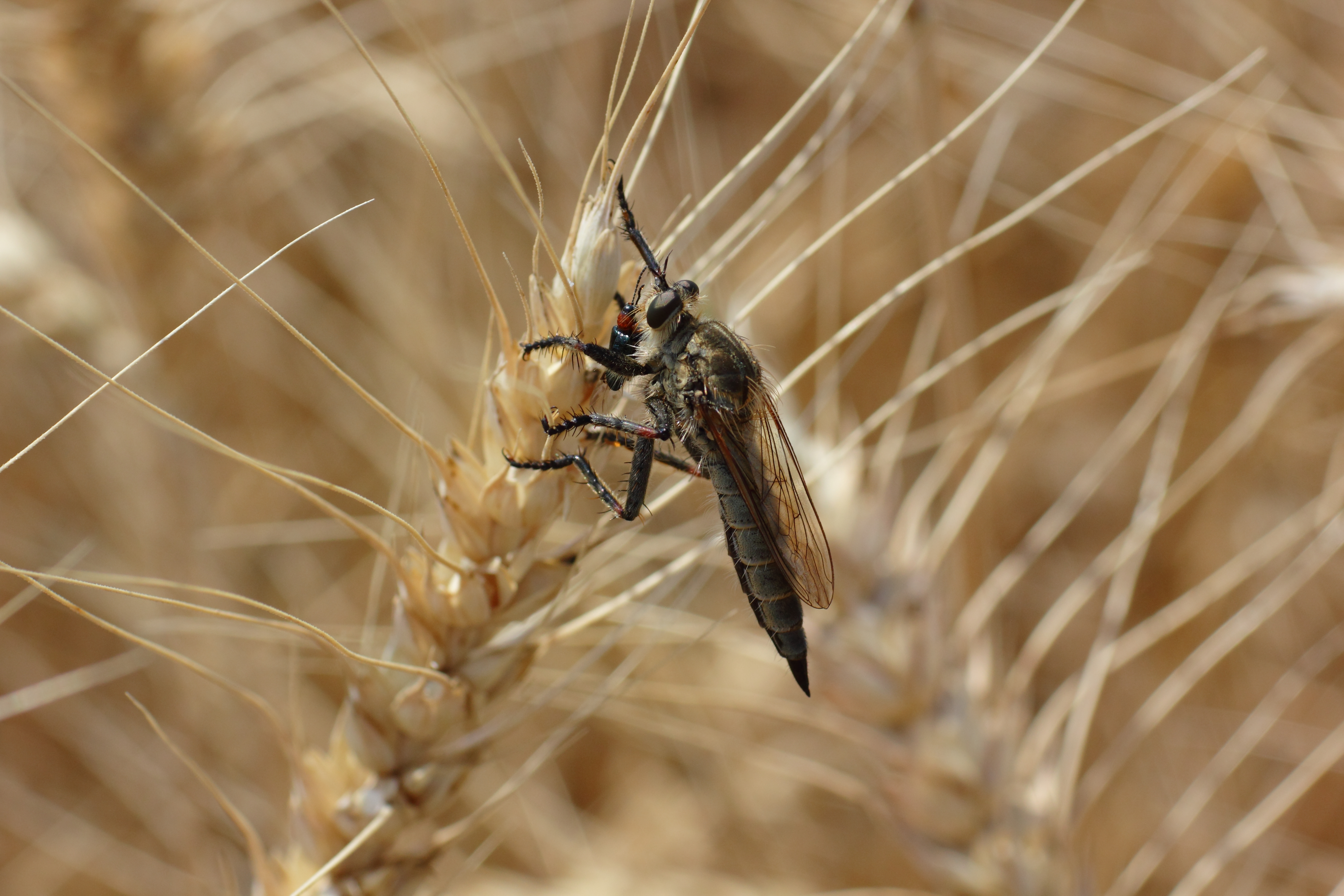
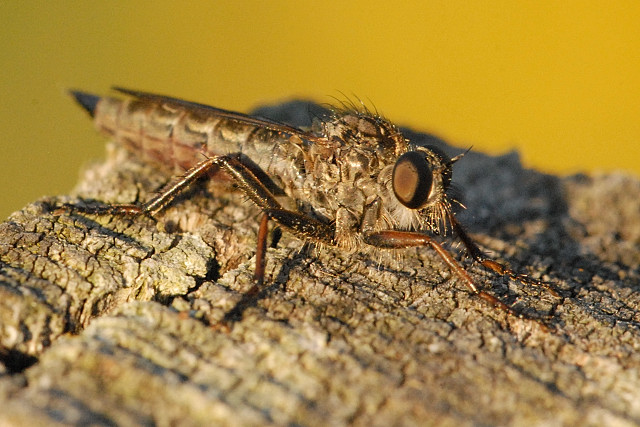